# Stephen Parkinson
Stephen Parkinson, né le 30 juin 1983 à North Shields, est un pair à vie, qui est auparavant conseiller spécial de Theresa May comme ministre de l'Intérieur et Première ministre, chercheur dans un groupe de réflexion et lobbyiste.
Il est sous-secrétaire d'État parlementaire aux Arts et au Patrimoine de septembre 2021 à juillet 2024.

## Éducation
Né à North Shields Parkinson fréquente la Park House School à Newbury, dans le Berkshire, avant de poursuivre des études en histoire à l'Emmanuel College, à Cambridge de 2001 à 2004, où il obtient un BA (puis une maîtrise). Pendant son séjour à Cambridge, Parkinson est élu président de l'Association conservatrice de l'Université pour le Carême de 2003 puis président de l'Union de Cambridge pour le Carême 2004. Parkinson écrit par la suite une histoire de l'Union de Cambridge, Arena of Ambition, publiée en 2009.

## dans l'Opposition (2004-2010)
Après avoir obtenu son diplôme en 2004, Parkinson travaille au bureau des affaires intérieures du département de recherche conservateur, notamment lors des élections générales de 2005,. La même année, il passe à la section politique du ministère, où il est engagé dans des recherches sur l'Opposition sur d'autres partis, informant les ministres fantômes avant les interventions dans les médias, et fait partie de l'équipe d'information de David Cameron alors chef de l'Opposition avant les questions du Premier ministre.
En 2006, Parkinson quitte le département de recherche conservateur pour occuper un poste de directeur de recherche au groupe de réflexion conservateur, le Centre for Policy Studies. Il y reste jusqu'à la fin de 2007, quand il revient au Bureau central conservateur, cette fois pour travailler sur la campagne de sièges cibles du parti. Il continue à travailler au Bureau central jusqu'aux élections générales de 2010.

## Carrière de lobbyiste
Après les élections de 2010, avec le retour du Parti conservateur au gouvernement, Parkinson quitte le Bureau central pour devenir lobbyiste auprès du cabinet de lobbying Quiller Consultants, restant avec eux pendant deux ans.
Pendant son séjour chez Quiller, Parkinson joue également un rôle clé dans la campagne victorieuse de NOtoAV lors du référendum sur le vote alternatif au Royaume-Uni en 2011, en tant qu'organisateur national du Parti conservateur dans la campagne multipartite.

## Conseiller spécial - au gouvernement (2012)
En 2012, il devient conseiller spécial de Theresa May alors qu'elle est ministre de l'Intérieur. Parkinson reste dans ce poste jusqu'à l'automne 2015.
En octobre 2015, Parkinson quitte son poste de conseiller spécial au ministère de l'Intérieur pour devenir organisateur national de la campagne Vote Leave lors du référendum d'adhésion à l'Union européenne du Royaume-Uni en 2016,.
Au lendemain de la campagne référendaire européenne de juin 2016, Theresa May devient Première ministre le mois suivant, après quoi Parkinson la rejoint en tant que conseiller spécial basé à Downing Street, avec le titre de secrétaire politique de la Première ministre.

## Candidatures parlementaires (2010-2017)
Aux élections générales de 2010, Parkinson se présente comme candidat conservateur pour Newcastle upon Tyne North, ayant été sélectionné l'année précédente. Il arrive troisième, avec 7 966 voix (18,1 %), bien qu'il ait réussi à augmenter le vote conservateur d'un tiers.
Parkinson souhaite se présenter dans une circonscription gagnable aux élections générales de 2015 et est pressenti pour la liste restreinte dans des sièges sûrs tels que Richmond, Yorkshire. En décembre 2014, lui et un autre conseiller spécial de May, Nick Timothy, sont retirés de la liste des candidats approuvés par le Parti conservateur par le président du parti Grant Shapps, apparemment du fait de l'inquiétude croissante de David Cameron d'avoir des alliés clés contre Theresa May à la chambre des Communes.
Le 28 avril 2017, la Première ministre May ayant convoquée des élections législatives anticipées dix jours plus tôt, Parkinson est présélectionné pour le « siège sûr » de Saffron Walden, après l'annonce du départ à la retraite du député sortant Alan Haselhurst.
Après un changement de dernière minute dans la composition finale de la liste des trois candidats, Katherine Bennett étant remplacée par Laura Farris, l'association conservatrice de Saffron Walden choisit Kemi Badenoch pour le siège plutôt que Farris ou Parkinson, avec Badenoch gagnant au premier tour,.
Parkinson ne s'est pas présenté aux élections à la chambre des Communes lors des élections en 2019, après avoir été nommé à la chambre des Lords juste avant la dissolution du Parlement.

## Chambre des Lords
Il est nommé pair à vie dans les honneurs de démission de Theresa May étant créé baron Parkinson de Whitley Bay, de Beyton dans le comté de Suffolk le 8 octobre 2019[incompréhensible]. Il entre à la chambre des Lords en tant que pair conservateur le même mois. A seulement 36 ans, il est pour un jour dit "le Baby of the House" (le plus jeune pair de la Chambre des Lords) jusqu'à l'anoblissement le lendemain de sa collègue conseillère spécial de Theresa May, Joanna Penn âgée de deux ans de moins, qui lui succède comme « bébé de la chambre », bien que Parkinson reste le deuxième plus jeune pair et le plus jeune pair masculin.
Il est sous-secrétaire d'État parlementaire aux Arts et au Patrimoine de septembre 2021 à juillet 2024.